# Asociación de Periodistas de la Provincia de Alicante
La Asociación de Periodistas de la Provincia de Alicante (APPA) es un organismo profesional que reúne a los profesionales del periodismo escrito, oral, visual o gráfico de la provincia de Alicante con el objetivo de representar, coordinar y hacer defender los intereses de los profesionales que la integran. Cuenta con socios por toda la provincia de Alicante.

## Historia
Fue fundada por Juan Manuel Contreras el 5 de julio de 1904 en la redacción del periódico «El Demócrata», situada en la Calle de San Fernando 34 de Alicante capital. Juan Manuel Contreras reunió a los directores de los periódicos «La Unión Democrática», «La Federación», «La Correspondencia de Alicante», «La Revista», «El Pueblo», «La Cruz», «Boletín de la Cámara de Comercio» y a varios corresponsales del periódico «El País», «La Lucha», «La Vanguardia», «Diario Orcelitano», «El Liberal», «Heraldo de Madrid», «El Correo» y «El Imparcial», entre otros, para crear la Asociación de la Prensa de Alicante, formalizada el 19 de noviembre de 1904 en el Montepío Mercantil. Actualmente es más conocida como Asociación de Periodistas de la Provincia de Alicante.
En 1904 solicitaron ser socios 140 personas y su fundador, Juan Manuel Contreras, fue su primer presidente electo.
En 2019, después de 115 años de su nacimiento, tras las votaciones, la junta directiva puso al frente a Rosalía Mayor, la primera mujer presidenta de la asociación.

### Presidentes y presidentas de la asociación
| Año            | Presidente/a de la Asociación    |
| 1904           | Juan Manuel Contreras            |
| 1905           | Antonio Galdó Chápuli            |
| 1907           | Rafael Sevila Linares            |
| 1908           | Antonio Galdó Chápuli            |
| 1909           | Florentino de Elizaicin y España |
| 1926           | Juan Botella                     |
| 1928           | Manuel Pérez Mirete              |
| 1931           | Rafael Blasco                    |
| 1933           | Álvaro Botella                   |
| 1935           | Emilio Costa                     |
| 1939           | José María Bugella del Toro      |
| 1942           | Emilio Romero                    |
| 1950           | José Cirre                       |
| Sin determinar | Gregorio C. Romero de Vicient    |
| Sin determinar | Dámaso Santos Gutiérrez          |
| Sin determinar | Luis Pérez Cútoli                |
| Sin determinar | Timoteo Esteban Vega             |
| Sin determinar | Félix Morales Pérez              |
| 1969           | Isidro Vidal Martínez            |
| 1982           | Jesús Prado Sánchez              |
| 1983           | José María Perea Soro            |
| 1983           | Fernando Gil Sánchez             |
| 1984           | Manuel Mira Candel               |
| 1986           | Blas de Peñas                    |
| 2001           | Ginés Llorca Izquierdo           |
| 2008           | Leonardo Tomás                   |
| 2011           | Pepe Soto Tornero                |
| 2019           | Rosalía Mayor                    |